# Ödipus
Ödipus (altgriechisch Οἰδίπους Oidípous, deutsch ‚Schwellfuß‘; neugriechisch Οιδίποδας Idípodas), Sohn des Laios, König von Theben und der Iokaste (Epikaste), ist eine Gestalt der thebanischen Mythologie. Die zentralen Mytheme des Ödipus-Mythos sind das Orakel und die Aussetzung des Ödipus, die Ermordung des Vaters Laios, die Begegnung mit der Sphinx und die Ehe mit der Mutter sowie der Selbstmord der Mutter und die Selbstblendung des Ödipus. In Sophokles’ Tragödie König Ödipus, der bis heute wirkmächtigsten Quelle, werden diese Mytheme zusammengeführt.

Die Figur des Ödipus hat vielfach Eingang in Literatur, Kunst und Philosophie gefunden. Bis heute prägt Sigmund Freuds psychoanalytisches Konzept des Ödipuskomplexes die Sicht auf die mythische Gestalt nachhaltig.

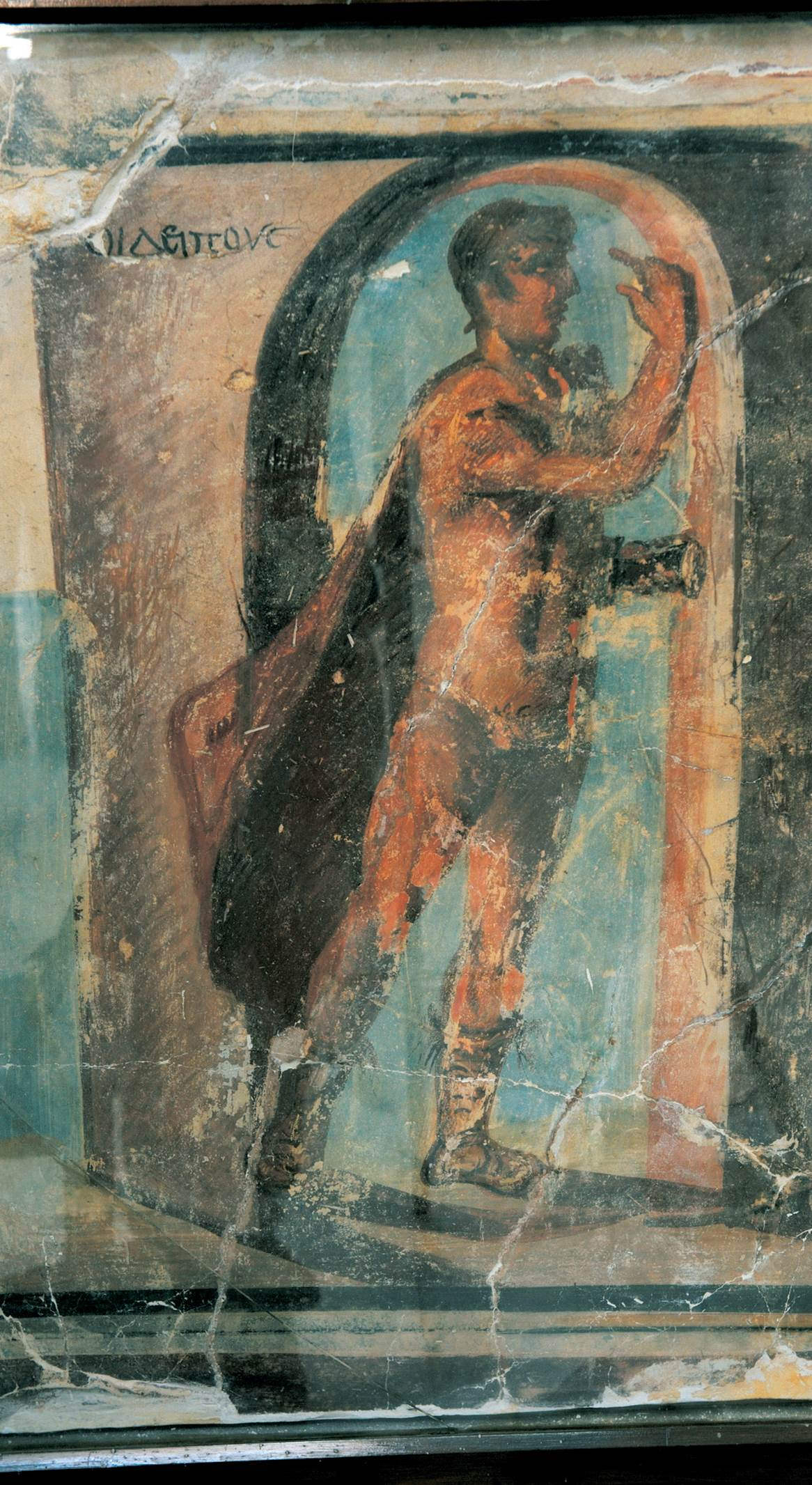
Detail eines Freskos, in dem Ödipus das Rätsel der Sphinx löst. Römische Zeit in Ägypten, 2. Jahrhundert n. Chr., Ägyptisches Museum

## Mythos
(Um für mehr Klarheit im Text zu sorgen, wird in diesem Artikel vor allem die Version aus Sophokles’ König Ödipus dargestellt; abweichende Überlieferungen werden in den Fußnoten angemerkt.)

### Orakel und Aussetzung
König Laios [gesprochen: La’i’os] von Theben hatte einst die Gastfreundschaft des Königs Pelops missbraucht, indem er dessen Sohn Chrysippos entführte. Deshalb wurde er von Pelops, nach manchen Überlieferungen (auch) von Hera, verflucht.
Laios’ Ehe mit Iokaste blieb lange Zeit kinderlos. Aus diesem Grund machte er sich eines Tages auf den Weg zum Orakel von Delphi und erhielt Kunde von dem Fluch.
Das Orakel warnte ihn davor, einen Sohn mit Iokaste zu zeugen. Dieser werde seinen Vater erschlagen und seine Mutter heiraten. Als Iokaste einen Sohn gebar, ließen sie die Füße des Neugeborenen zusammenbinden und es von einem Diener im Kithairon-Gebirge aussetzen, um dem erhaltenen Schicksalsspruch zu entgehen. Aus Mitleid übergab dieser das Kind einem vorbeiziehenden Hirten, der es Polybos, dem König von Korinth, und seiner Frau Merope übergab, die ihn adoptierten und wegen seiner geschwollenen Füße Oidipus („Schwellfuß“) nannten.

### Ödipus tötet seinen Vater
Ödipus wuchs in Korinth auf, ohne von seiner Herkunft zu wissen. Als ein Betrunkener auf einem Fest Andeutungen machte, denen zufolge Ödipus nicht der leibliche Sohn seiner Eltern sei, befragte er das delphische Orakel nach seiner Herkunft. Ihm wurde geantwortet, er werde seinen Vater töten und seine Mutter zur Frau nehmen. Er kehrte daraufhin nicht nach Korinth zurück, um die Erfüllung der Prophezeiung zu verhindern.
In Phokis, auf dem Weg von Delphi, traf Ödipus an einer Weggabelung nach Daulis auf einen Wagen. Ödipus selbst schildert in Sophokles’ König Ödipus die Ereignisse so, dass ihn der Herold des Gespanns vom Weg drängte, woraufhin Ödipus auf den Wagenlenker und schließlich, nach einem Angriff des Laios, ungleich heftiger auch auf diesen und seine Diener einschlug und sie alle tötete. Die Deutungen und Interpretationen dieser Geschehnisse am Dreiweg im Hinblick auf eine Frage nach Schuld oder Schicksal des Ödipus gehen teils weit auseinander.

### Ödipus besiegt die Sphinx

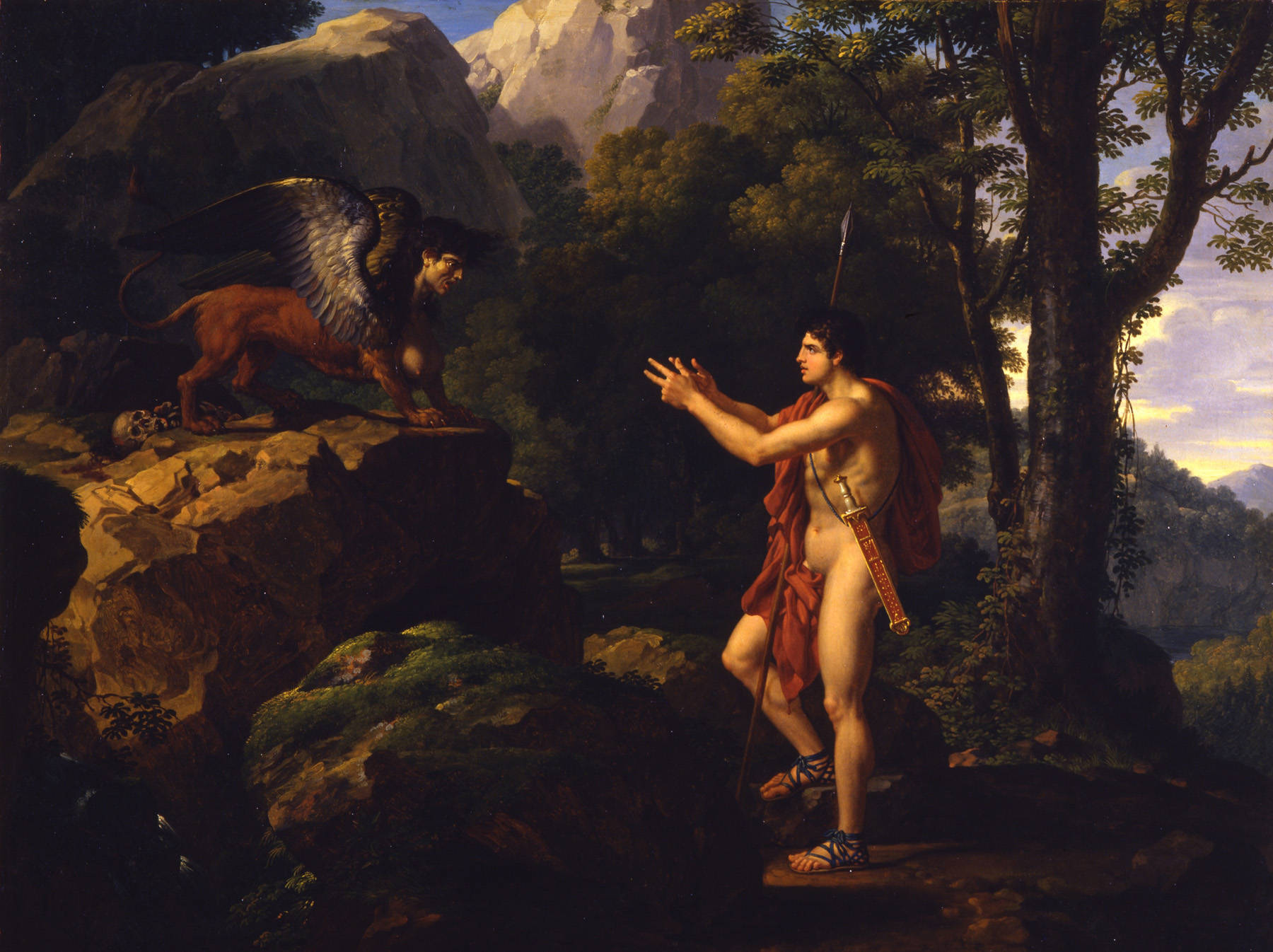
François-Xavier-Pascal Fabre: Oedipus and the Sphinx, 1806–1808, Dahesh Museum of Art, New York

Nach Laios’ Tod übernahm dessen Schwager Kreon die Herrschaft über Theben. Zu dieser Zeit lauerte die Sphinx Reisenden in der Nähe von Theben auf. Sie stellte den Vorbeikommenden ein Rätsel und tötete alle, die es nicht lösen konnten. Kreon versprach demjenigen den Thron von Theben und zusätzlich seine Schwester Iokaste zur Frau, der das Rätsel der Sphinx lösen konnte. Ödipus gelang das, worauf sich die Sphinx in den Tod stürzte oder von Ödipus getötet wurde, und so befreite er Theben von ihr. Zur Belohnung wurde er zum König von Theben ernannt und erhielt Iokaste, seine eigene Mutter, zur Frau, mit der er die Zwillinge Eteokles und Polyneikes und die Töchter Antigone und Ismene zeugte. So erfüllte sich auch der zweite Teil der Prophezeiung.
Nach einer Erzählung der böotischen Dichterin Korinna erlegte Ödipus auch den Teumessischen Fuchs.

### Mutterehe und Selbstblendung
Als in Theben eine Seuche ausbrach, verkündete das Orakel von Delphi, der Mörder des Laios, der noch immer ungestraft in Theben lebe, müsse gefunden werden, damit sie verschwinden könne. Der blinde Seher Teiresias enthüllte widerwillig, von Ödipus dazu gedrängt, diesen als den Mörder des Laios. Ödipus glaubte ihm nicht, kam jedoch nach eigener Untersuchung der alten Vorfälle selbst zu der Erkenntnis, dass er Laios getötet hatte und dass Laios sein Vater und Iokaste, seine Frau, auch seine Mutter war. Daraufhin erhängte sich Iokaste (nach Apollodor an ihrem Schleier). Ödipus stach sich daraufhin (nach Apollodor mit zwei goldenen Nadeln aus Iokastes Gewand) die Augen aus.
Danach verließ Ödipus die Stadt, und Kreon übernahm abermals die Herrschaft.

### Weiteres Schicksal des Ödipus
Es gibt zahlreiche Versionen der Ereignisse nach der Blendung:
- Nach der Version, die Sophokles im König Ödipus schildert, verlangte Ödipus von Kreon, ihn zu verbannen, was auch erfolgte. Seine Bitte, seine Tochter Antigone mitnehmen zu dürfen, wurde von Kreon nicht erfüllt.
- Nach der ältesten, bei Homer zu findenden Version regierte Ödipus nach dem Tode Epikastes weiter und fiel in einer Schlacht.[9] Nach seinem Tod wurden Leichenspiele veranstaltet.[10] Der Tod in einer Schlacht schließt aus, dass diese Version das Motiv der Blendung oder Selbstblendung nach dem Tod der Epikaste/Iokaste kannte.[11] Die Begräbnisfeier und die Leichenspiele werden in der Forschung so interpretiert, dass Ödipus bis zu seinem Tod ein angesehener Herrscher war, dessen Wirken man in älteren Versionen nicht in erster Linie auf den Vatermord und die Ehe mit der eigenen Mutter beschränkte.[12]
- Sophokles’ Ödipus auf Kolonos spielt in einem Eumeniden-Hain in Kolonos bei Athen, wo Ödipus von König Theseus aufgenommen worden war. Zuvor war er von Kreon, der die Herrschaft in Theben wieder übernommen hatte, verbannt worden und mit seinen Töchtern Antigone und Ismene einige Jahre umhergewandert. In dem Drama selbst versuchen Kreon und die Söhne des Ödipus, ihn in einer militärischen Auseinandersetzung auf ihre Seite zu ziehen, was Theseus verhindert. Am Ende wird Ödipus hier zu den Göttern entrückt.
- Ödipus übergab die Regierung an Eteokles und verließ zusammen mit seiner Tochter Antigone Theben.[13]
- Im Prolog zu Euripides’ Phoenissae fasst Iokaste, die sich hier nicht erhängt hat, den Mythos knapp zusammen und erklärt, dass nach der Selbstblendung des Ödipus, seine Söhne Eteokles und Polyneikes ihn im Palast gefangen nahmen, um die Schande ihres Vaters vor der Öffentlichkeit verborgen zu halten. In der Folge verfluchte Ödipus die beiden und prophezeite ihnen den Bruderzwist und die Teilung des Hauses. Dies erfüllte sich schließlich in der Schlacht der Sieben gegen Theben, trotz der anfänglichen Einigung der Brüder auf eine abwechselnde Herrschaft über die Stadt.[14]

## Eine „Schicksalstragödie“?
In der Forschung wurde Sophokles’ König Ödipus lange Zeit als das Paradebeispiel einer Schicksalstragödie angeführt: Der Protagonist sei seinem Schicksal wehrlos ausgesetzt; alle seine Bemühungen, dem Orakel zu entgehen, seien zum Scheitern verurteilt. Jean Bollack beispielsweise sieht Ödipus als seinem Schicksal unterworfen, das ihn durch das Vergehen und die Hybris der Eltern (das Übergehen des ihnen gegebenen Orakels – Jean Bollack spricht von einem „Zeugungsverbot“) traf, auch wenn er konstatiert, dass mit einer Sicht des Dramas als reine Schicksalstragödie „fern vom wirklich tragischen Schicksal“ wäre.
Insbesondere Egon Flaig bemühte sich darum, eine differenziertere Sicht auf die Handlung der Tragödie zu etablieren und nach einer juristisch plausiblen Schuld des Ödipus bei der Erfüllung des Orakels – vor allem im Hinblick auf die Tötung des Vaters am Dreiweg – zu fragen. Zwar berichtet Ödipus selbst, dass er mit Gewalt von seinem Weg gedrängt worden sei, doch hatte er nicht auf die Anweisungen des Herolds reagiert, der dem Wagen vorausging. Flaig argumentiert, dass Ödipus nicht nur gewalttätig, sondern auch entgegen allen geltenden sozialen Normen agiert habe, wenn er aufgrund dieser minimalen Kränkung (dass er den Weg freigeben musste) mit einem Wanderstab vier Personen tötet. “Auch wenn er Laïos nicht als seinen Vater vorsätzlich töten wollte, so tötete er dennoch den Menschen, der zufällig sein Vater war, vorsätzlich.” Hinzu kommt, dass bei einem solchen gewalttätigen Verhalten des Ödipus, das den Wagen zum Anhalten zwingt, die Reisegesellschaft berechtigte Bedenken haben musste, in einen Hinterhalt von Wegelagerern geraten zu sein, was ihr eigenes aggressives Verhalten erklären würde.
Flaig interpretiert die Tragödie also vor allem als einen Kriminal- bzw. Gerichtsprozess, bei dem die Frage nach der Schuld der Beteiligten zu klären ist. Damit berücksichtigt er eine wesentliche Dimension der klassischen Tragödie Athens, die vor den Bürgern der Polis aufgeführt wurde, die gleichzeitig die Funktion von Richtern einnahmen und über eben solche Prozesse zu entscheiden hatten. Der König Ödipus wäre dann keine Schicksalstragödie und Ödipus keine vom Schicksal geschlagene Gestalt, sondern unmittelbar in der Diskussion bzw. Reflexion über normative und soziale Konflikte des klassischen Athens zu verorten.

## Fortwirken des Mythos in der Kunst

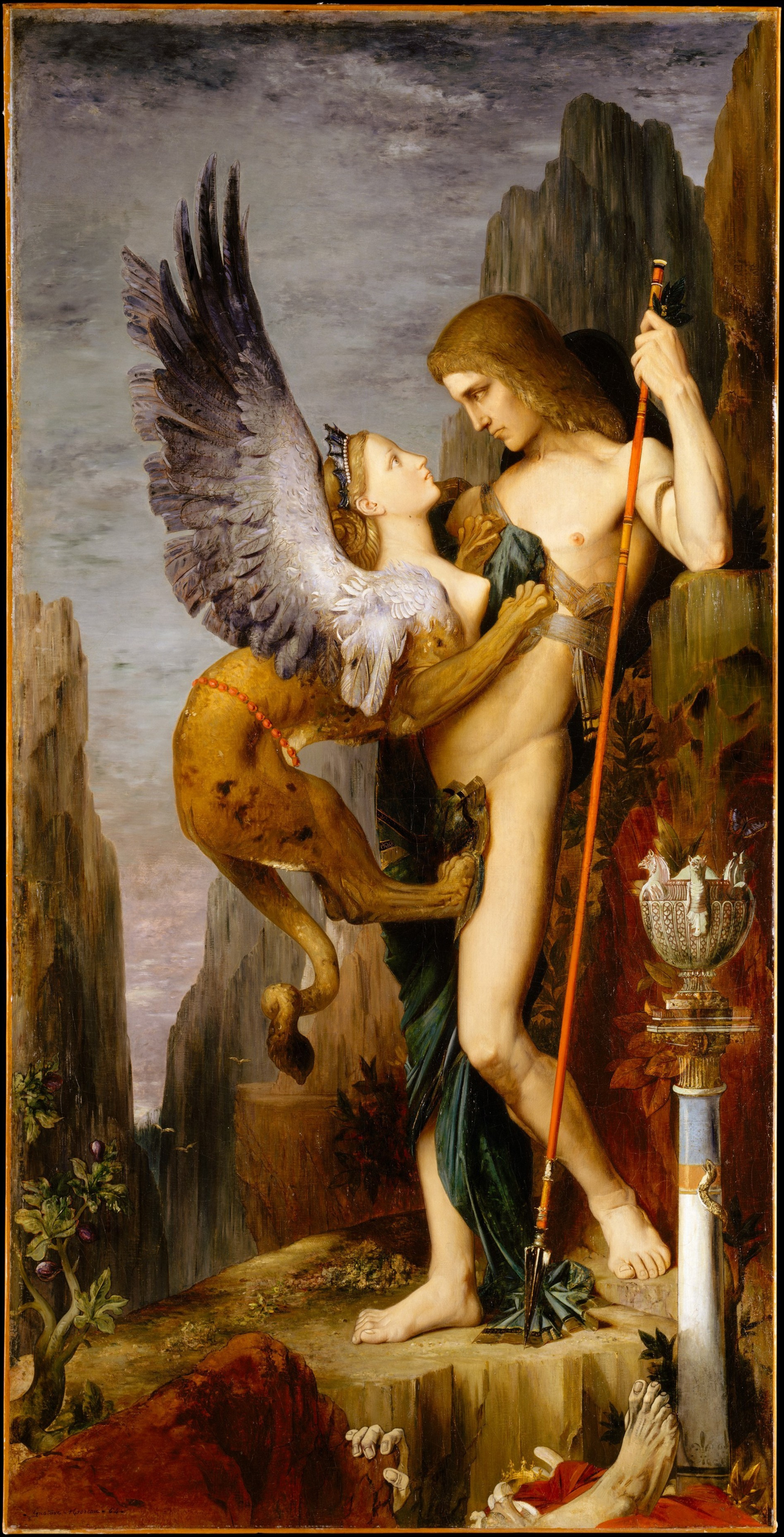
Gustave Moreau: Œdipe et le Sphinx; 1864, Metropolitan Museum of Art in New York

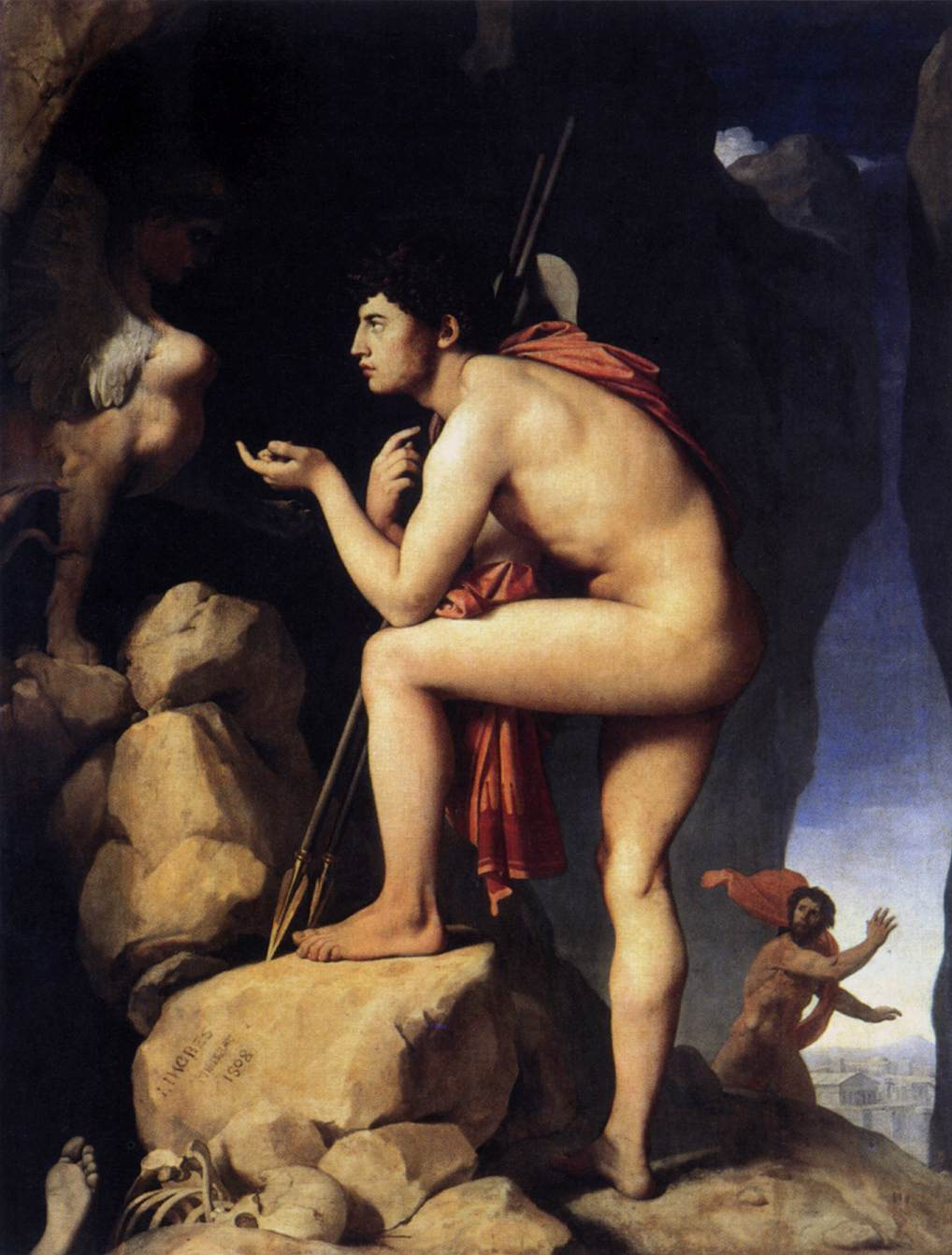
Jean-Auguste-Dominique Ingres: Œdipe explique l’énigme du sphinx; 1808, Louvre in Paris

Als Inbegriff eines tragischen Stoffes wurde das Thema schon in der Antike künstlerisch mehrfach bearbeitet. Sophokles gestaltete Ödipus’ Schicksal in drei Stücken, König Ödipus, Ödipus auf Kolonos und "Antigone". Die Ödipus-Dramen von Aischylos und Euripides sind uns nicht erhalten geblieben. Ebenso verarbeitete Seneca diesen Stoff, allerdings legte er den Fokus stärker auf Ödipus’ Furcht vor der Erfüllung seines Schicksals. Vor allem die Tragödien des Sophokles spielen für die weitere Rezeption eine tragende Rolle.
Laut Sueton verfasste auch Julius Caesar eine Tragödie namens Ödipus, deren Verbreitung jedoch später durch Augustus unterbunden wurde.
Voltaire lässt in seinem Drama Oedipe (1718), das er während seiner Haft in der Bastille verfasste, Ödipus und Iokaste, die hier keine inzestuöse Beziehung eingehen, die Götter anklagen und verbindet so den aufklärerischen Zeitgeist mit der antiken Vorlage. Zudem implementiert er das Motiv der Beschwörung des Laios, das bereits in der Senecanischen Variante verwendet wurde.
In der Bildenden Kunst wird vornehmlich das Mythen der Sphinx rezipiert. In der Kunst und Kulturgeschichtsphilosophie Europas wird die Begegnung zwischen Ödipus und der Sphinx im 19. Jahrhundert als symbolische Schlüsselszene für das „Rätsel Weib“ und im konflikthaften Geschlechterverhältnis interpretiert – insbesondere im deutschen, belgischen und französischen Klassizismus und Symbolismus und in der Salonmalerei (Jean-Auguste-Dominique Ingres, Gustave Moreau, Fernand Khnopff, Franz von Stuck, Jules Michelet, Hermann Bahr, François-Xavier Fabre). Gerade bei Moreau (Œdipe et le Sphinx; 1864), Fabre (Oedipus and the Sphinx; ca. 1806–1808) und Ingres (Œdipe explique l’énigme du sphinx; 1808) wird dabei die Begegnung von Ödipus mit der Sphinx sexuell aufgeladen. So werden die Brüste der Sphinx in Ingres’ Gemälde besonders hervorgehoben, indem sie sich direkt auf Augenhöhe des Ödipus befinden.
Darüber hinaus entstehen aber auch Darstellungen des Ödipus bei seiner Auffindung im Gebirge (Johann Heinrich Keller: The Finding of Oedipus; o. J.) oder auf Wanderschaft – in Begleitung Antigones – nach seiner Blendung (Franz Dietrich: Oedipus and Antigone; o. J./Per Gabriel Wickenberg: Oedipus och Antigone; 1833).
In der Literatur des 20. Jahrhunderts intensiviert sich die Rezeption des Ödipus-Mythos vor dem Hintergrund von Freuds psychoanalytischer Interpretation des Mythos.
Hugo von Hofmannsthal greift in seiner Tragödie Ödipus und die Sphinx (1906) ebenfalls mehrere Mytheme auf – den Vatermord, die Überwindung der Sphinx sowie das Verhältnis mit der Mutter – und verdeutlicht damit die „unmittelbare Wirkung der psychoanalytischen Deutung des Mythos“.
André Gide hält sich in seinem Roman Oedipe (1930) zunächst eng an die sophokleische Vorlage, um schließlich Ödipus als einen „egozentrischen, freigeistigen Individualisten“ zu zeichnen, der am Ende die Nichtigkeit des menschlichen Wissens erkennt und in Begleitung Antigones Theben verlässt – wie es vor der Handlung des Sophokleischen Ödipus auf Kolonos geschieht.
In seinem Roman Homo faber (1957) greift Max Frisch immer wieder auf unterschiedliche Mythen der Antike zurück. Prominent sind hierbei einige Parallelen zwischen Walter Faber und dem Charakter des Ödipus, wie er bei Sophokles gezeichnet wird. Insbesondere der Wissens- und Erforschungsdrang in Verbindung mit einer Selbstüberschätzung, die schließlich zur Katastrophe – dem Eingehen eines inzestuösen Verhältnisses bzw. dem Tod – führt, sind bei beiden Figuren gleich. Diese Ähnlichkeit findet ihren Höhepunkt, als Walter Faber mit dem Gedanken spielt, sich die Augen mit Gabeln auszustechen.
Musikalisch rezipierten den mythischen Stoff Carl Orff in seiner Komposition der Oper Oedipus der Tyrann (1959) und Wolfgang Rihm in der Oper Oedipus (1987). Auch wurde er von der US-amerikanischen Rockband The Doors rezipiert, die in ihrem Song The End (1967) schreiben: „Father/ Yes son?/ I want to kill you/ Mother, I want to …“ und damit den von Sigmund Freud entwickelten Ödipus-Komplex aufgreifen, der das Verlangen nach Vatermord und Mutterehe in der frühkindlichen Entwicklung lokalisiert.
Zuletzt trat auch Bodo Wartke in seinem Solo-Theaterstück König Ödipus von 2010 mit einer eigenen Interpretation des Stoffes auf. In einer Mischung aus Klavierbegleitung und Schauspiel setzt er sich auf witzige Weise mit dem Thema der Vorherbestimmung auseinander, wobei er hinsichtlich des Handlungsverlaufs der sophokleischen Vorlage treu bleibt. Seit 2018 tritt er – zusammen mit Melanie Haupt – auch mit einer vergleichbaren Rezeption der Antigone auf, die sich im Kontext des Ödipus-Mythos verorten lässt.
Neben dieser exemplarischen Liste gibt es allerdings noch zahlreiche weitere Rezeptionen verschiedenster Gattungen und Künstler, wie beispielsweise Pierre Corneille, J. Péladan Jean Cocteau, Haruki Murakami (Roman Kafka am Strand) und Franz Fühmann (König Ödipus, Gesammelte Erzählungen) in der Literatur sowie Igor Strawinski, George Enescu (die Oper Oedipe), Bohuslav Martinů in der Musik oder auch Pier Paolo Pasolini (Edipo Re – Bett der Gewalt, 1967) im Film.

## Aufnahme des Mythos in Psychoanalyse und Philosophie
Nach dem Ödipus-Mythos benannte Sigmund Freud ein psychoanalytisches Phänomen „Ödipuskomplex“ bzw. „Ödipuskonflikt“. Im Rahmen seiner Theorien über die infantile Sexualität interpretierte Freud den Vatermord und das Begehren der eigenen Mutter als Grundmuster unbewusster Wünsche. Die kindliche Entwicklungsphase, in der die Rivalität zwischen Sohn und Vater ein zentrales Thema bildet, heißt nach Freud dementsprechend „ödipale Phase“.
Erich Fromm verwirft diese Interpretation Freuds und führt unter Berufung auf Johann Jakob Bachofen aus, der Mythos beschreibe den Kampf zwischen patriarchalischem und matriarchalischem Prinzip. In allen drei Teilen sei somit auf der familiären Ebene der Vaterkonflikt als Autoritätskonflikt zu deuten. Dies schlage sich auch auf gesellschaftlich-staatlicher Ebene nieder, in Person des Kreon, der für das patriarchalische Gesellschaftssystem eintritt, und in seiner Konfrontation mit Antigone und Haimon, die beide die alte matriarchalische Ordnung vertreten. Er weitet somit seine Interpretation auf die Antigone aus, deren Handlung nach der Ödipus-Tragödie spielt.
Michel Foucault beschrieb den Ödipus-Mythos in Die Wahrheit und die juristischen Formen (1973, dt. 2003) als antiken „Kriminalfall“, der auf zwei verschiedene Arten gelöst zu werden versucht: Einmal durch das archaische Mittel der „Probe“, also den Orakelspruch und das Gottesurteil, und dann später durch die „enquête“, die Untersuchung von Tathergängen und Befragung von Zeugen, die Ödipus selbst führt. Er ist somit Opfer seines Wissens: Zuerst erhält er durch die Begegnung mit der Sphinx Macht und wird König von Theben, nur um sie dann eben aufgrund seines erworbenen Wissens, nämlich wer er ist und dass er selbst seinen Vater tötete, wieder zu verlieren.
Der poststrukturalistische Philosoph Gilles Deleuze und der Psychoanalytiker Félix Guattari vertreten im ersten Band ihrer unvollendeten Trilogie Kapitalismus und Schizophrenie 1972, mit dem Titel Anti-Ödipus, in einer grundlegenden Kritik an der Freud’schen Psychoanalyse die Ansicht, dass nicht Verdrängung, z. B. des Ödipuskomplexes, und daraus resultierende Neurosen der wesentliche Mechanismus der psychischen Individuation seien, sondern Abspaltung und Ausdifferenzierung multipler Identitäten. Als Mitbegründer und Vertreter der Antipsychiatrie-Bewegung plädieren sie daher für die Neuorientierung der Psychiatrie zugunsten der „Schizoanalyse“.